# Oryxana rabana
Oryxana rabana är en insektsart som först beskrevs av Victor Lallemand 1953.  Oryxana rabana ingår i släktet Oryxana och familjen sköldstritar. Inga underarter finns listade i Catalogue of Life.